# Theophanes von Mytilene
Theophanes von Mytilene (* Mytilene) war ein antiker griechischer Politiker und Geschichtsschreiber, der im 1. Jahrhundert v. Chr. lebte.
Theophanes stammte aus Mytilene auf der Insel Lesbos, sein Vater hieß Hieroitas. Der gebildete Grieche Theophanes war ein wichtiger politischer Berater des römischen Feldherren Gnaeus Pompeius Magnus. Er begleitete Pompeius während dessen Feldzug gegen Mithridates VI. von Pontos und setzte sich erfolgreich für die Belange seiner Heimatstadt ein, die wieder die Unabhängigkeit errang. Theophanes wurde das römische Bürgerrecht verliehen, er nannte sich fortan Gnaeus Pompeius Theophanes; außerdem wurde er auch in den Ritterstand aufgenommen, wohl aufgrund der Einflussnahme seines Gönners Pompeius. Er blieb bis zum Fall des Pompeius in dessen Nähe und riet ihm wohl auch zur Flucht nach Ägypten, wo Pompeius jedoch ermordet wurde. Theophanes verstarb nach 44 v. Chr.; nach seinem Tod wurden ihm aufgrund seiner politischen Verdienste in Mytilene göttliche Ehrungen erwiesen. Die Nachkommen des Theophanes sollten noch bis in die frühe Kaiserzeit einigen Einfluss in Rom gehabt haben.
Theophanes verfasste ein bis auf wenige Fragmente heute verlorenes Geschichtswerk, das den Taten des Pompeius gewidmet war und diesen wohl in einem äußerst günstigen Licht darstellte.